# Пруц
Пруц (нім. Prutz) — громада округу Ландек у землі Тіроль, Австрія.
Пруц лежить на висоті 864 м над рівнем моря і займає площу 9,74 км². Громада налічує 1735 мешканців.
Густота населення 178/км².
|                               |
| Пруц на мапі округу та землі. |

 Адреса управління громади: Obergasse 1, 6522 Prutz.